# デロリンマン
『デロリンマン』 は、ジョージ秋山による日本の漫画、およびその主人公の名前。

## 概要
1969年から1970年に週刊少年ジャンプにて連載、リメイク版と区別するため『元祖デロリンマン』とも呼ばれる。1975年から1976年には週刊少年マガジンにてリメイク版として再連載された。不可思議な主人公にしたドタバタギャグ漫画の形をとりながら、正義とは何かと言う事を問いかけて来る作品である。
終盤の展開はジャンプ版（通称「黒船編」）とマガジン版では大きく異なる（「ストーリー」の節を参照）。なお「黒船編」には宇宙人や巨大ロボット「ザ・ムーン」が登場するなどSF的な味付けがなされ、ストーリー展開も秋山が後に描いた『ザ・ムーン』の最終話と似ている。（ロボット「ザ・ムーン」のデザインは『ザ・ムーン』に出てくる同名ロボとは異なる）。
「黒船編」はジャンプでの連載後、長らく単行本化されたことがなかったが、その理由は「原稿紛失説」や、（リメイクして）『ザ・ムーン』を描いたので「あえて封印した」など諸説ある。
2017年6月には復刊ドットコム社より初めて「黒船編」を収録された単行本「デロリンマン 1970・黒船編」が発刊されるが、この本では「原稿紛失のため印刷物からのレストア（修復）によって復刻した」とあり、「原稿紛失説」に信憑性を与える文章が記載されている。
登場するキャラクター「オロカメン」は、『ザ・ムーン』においてもバイクに乗った「連合正義軍」の若者たちに彼と同じ仮面を被せたり、「マンガ中国入門 やっかいな隣人の研究」では中国の「チベット侵攻」について熱く語っていた。また、ロックバンド筋肉少女帯の1991年7月5日発売のシングル「踊るダメ人間」と同年7月21日発売のアルバム『断罪!断罪!また断罪!!』のジャケットに使用されている。
2002年には実業之日本社より刊行されたコミック雑誌『コミック伝説マガジン』に再リメイク版が全3回連載された。（これは前述した復刊ドットコム版「黒船編」単行本に収録）

## ストーリー
主人公三四郎は自殺未遂によって、顔面を般若のような奇怪な風貌になるまでに損傷し、周囲からは精神にも異常をきたしたと思われるが、本当のところはどうなのか定かではなく、物語の中でもこの辺りについては、曖昧にされている。彼はデロリンマンと名乗り、人間を救う使命を帯びていると語るのだが、周囲の人間にはただの思い込みとしか映らない。ボロを纏い、その下は赤褌一枚で街を歩きつつ、自分は「神」であり、「魂のふるさと」であるという。デロリンマンは妻のママ子と息子の四郎に自分が三四郎であると語るが信じてもらえず邪険にされる。周囲の人々もデロリンマンを嫌い、嘲笑し、子供らも率先してデロリンマンを騙して遊ぶ。しかし、正義を担うデロリンマンは、何度踏みにじられても再び立ち上がり、「愛」と「正義」を説き続けるのだった。そんな、正義は愛に基づくと主張するデロリンマンに対して、「愚か者め！」と叱責し、力と外見こそ正義と主張するしばしば涙を流しているように見える謎の仮面怪人オロカメンや、さらに悪の権化・紅トカゲも物語に加わり、悲喜劇は陰影を増していく。

### ジャンプ版（「黒船編」）
ペルリ星人という宇宙人が攻めてきて、人類は混乱の果てに滅亡する。

### マガジン版
ママ子と四郎がデロリンマンの正体が三四郎であることを認識し、さらに四郎は交通事故にあったことからファシズムを賛美する異形の怪人ノーリターンと化してしまう。全てに決着を付ける決意をしたデロリンマンは、オロカメンとの最後の対決に臨む。そして、デロリンマンはオロカメンの仮面を叩き割り、勝利したかに思われたのだが、オロカメンの仮面の下に隠されていた正体は意外なものだった。